# Parque del mar
El parque del Mar (en catalán: parc de la Mar) es uno de los principales parques más grandes de la ciudad de Palma de Mallorca (Mallorca, Islas Baleares, España). Tiene unas nueve hectáreas de superficie. Está situado entre la muralla y la autopista de Levante, muy cerca de la catedral. Fue proyectado por los arquitectos Pere Nicolau i Angel Morado.

## Descripción
Fue construido en los años 80, ya que tras la construcción de la autopista y el paseo marítimo quedó un gran espacio vacío entre la nueva vía y la antigua línea de mar, espacio que ya había sido ganado al mar durante la construcción del túnel del tren hacia el puerto.
En el parque hay un gran lago de agua salada que baña una parte de la muralla, con un surtidor en medio. Este lago simboliza el mar que antiguamente tocaba la muralla. Alrededor del lago hay una gran explanada pavimentada con árboles y en el extremo oriental del parque está situada la parte más verde, con césped, árboles y un área infantil de juegos.